# Ткаченко Олександр Прохорович
Олександр Прохорович Ткаченко (28 грудня 1912, Тернівка — 13 грудня 1971, Київ) — Герой Радянського Союзу, в роки радянсько-німецької війни телефоніст роти зв'язку 835-го стрілецького полку 237-ї стрілецької дивізії 40-ї армії Воронезького фронту, червоноармієць.

## Біографія
Народився 28 грудня 1912 року в селі Тернівка Яковлевського району Бєлгородської області Росії в сім'ї селянина. Українець. Член КПРС з 1943 року. Закінчив п'ять класів. Працював на центральній телефонної станції у місті Харкові.
У жовтні 1941 року призваний до лав Червоної Армії. З цього ж часу в боях радянсько-німецької війни. Воював на Воронезькому і інших фронтах.
У ніч на 24 вересня 1943 року червоноармієць О. П. Ткаченко разом з розвідниками переправився через Дніпро в районі села Гребені Кагарлицького району Київської області, брав участь у відбитті контратак ворога на захопленому плацдармі. Проклав кабельну лінію, встановив зв'язок з командиром полку.
Указом Президії Верховної Ради СРСР від 23 жовтня 1943 року за мужність і героїзм, проявлені при форсуванні Дніпра і утриманні плацдарму на його правому березі червоноармійцеві Олександру Прохоровичу Ткаченку присвоєно звання Героя Радянського Союзу з врученням ордена Леніна і медалі «Золота Зірка» (№ 2012).

Могила Олександра Ткаченко

У 1945 році закінчив курси молодших лейтенантів і був звільнений у запас. Жив у Києві. Працював електромонтером Будинку науково-технічної пропаганди. Помер 13 грудня 1971 року. Похований у Києві на Лук'янівському військовому кладовищі.
Нагороджений орденом Леніна, медалями.